# Graphania pagaia
Graphania pagaia är en fjärilsart som beskrevs av Hudson 1909. Graphania pagaia ingår i släktet Graphania och familjen nattflyn. Inga underarter finns listade i Catalogue of Life.